# アル・コステロ
アル・コステロ（Al Costello、本名：Giacomo Costa、1919年12月14日 - 2000年1月22日）は、イタリア出身のプロレスラー。
オーストラリアに移住後、プロレスラーとなって北米に進出。ロイ・ヘファーナンやドン・ケントとの悪役タッグチーム、ファビュラス・カンガルーズ（The Fabulous Kangaroos）のリーダー格として活躍した。

## 来歴
6歳の時に両親とイタリアのサリーナ島からオーストラリアのニューサウスウェールズ州に移住。少年期はボクシングとレスリングで活動し、1938年にプロレスラーとしてデビュー。イタリア系ヒールのキャラクターを強調するために、リングネームはマフィアのアル・カポネとフランク・コステロにあやかって付けられたという。1951年には、隣国のニュージーランドにてオーストラレージアン・ヘビー級王座を獲得した。
1952年よりアメリカへ進出、1950年代前半はサンフランシスコ地区を活動拠点に、エンリケ・トーレスやシャープ兄弟、ロニー・エチソン、レオ・ノメリーニ、ハードボイルド・ハガティ、ボボ・ブラジル、そして日本から修行に来ていた力道山とも度々対戦した。1954年1月28日にはカリフォルニア州ストックトンにおいて、力道山から勝利を収めている。
1957年、カナダのカルガリー地区（スチュ・ハート主宰のスタンピード・レスリング）にて、オーストラリア出身のロイ・ヘファーナンをパートナーにファビュラス・カンガルーズを結成。以降、テキサス、ニューヨーク、ロサンゼルス、フロリダ、バンクーバーなどの主要テリトリーを転戦し、各地のタッグタイトルを獲得した。ヘファーナンの帰豪後は、1967年よりドン・ケントを新パートナーにカンガルーズを再編。1968年1月にはTBS体制下の国際プロレス、1972年11月には日本プロレスに来日している。
カンガルーズ以外の活動では、ヘファーナンとの初代カンガルーズ解散後、ドイツ人ギミックのカール・フォン・ブラウナーとジ・インターナショナルズなる反米タッグチームを結成。1966年11月にテキサス州ダラスにて、フリッツ・フォン・エリック&デューク・ケオムカからテキサス東部版のNWA世界タッグ王座を奪取している。ケントとの2代目カンガルーズ解散後の1970年代後半はテネシーのCWAを主戦場に、若手時代のテリー・ゴディ、ロバート・ギブソン、ウェイン・ファリスなどと対戦。デニス・コンドリー&フィル・ヒッカーソンのマネージャーも担当して、ジェリー・ローラーやビル・ダンディーとの抗争を指揮した。その後はザ・シーク主宰のデトロイト地区を経て、1979年8月には全日本プロレスに来日している。
セミリタイア後の1980年代前半はプエルトリコのWWCやフロリダのCWFにて、ケント&ブルーノ・ベッカーおよびジョニー・ヘファーナンによる新生カンガルーズのマネージャーとなって活動。引退後は、1987年11月16日に行われたWWFのニュージャージー州メドーランド大会でのオールドタイマーズ・バトルロイヤルに出場した（他の参加選手は、優勝者のルー・テーズ以下、ブラジル、パット・オコーナー、ジン・キニスキー、アート・トーマス、エドワード・カーペンティア、クラッシャー・リソワスキー、キラー・コワルスキー、ニック・ボックウィンクル、レイ・スティーブンス、ペドロ・モラレスなど）。 1993年から1994年にかけては、五大湖地区のインディー団体にてデニー・キャスとミッキー・ドイルおよびアル・スノーによってリメイクされたニュー・ファビュラス・カンガルーズのマネージャーも担当した。
2000年1月22日、肺炎のため80歳で死去。没後の2013年、ロイ・ヘファーナンと共にNWA殿堂に迎えられている。

## 得意技
- オースイ・スープレックス（オージー・スープレックス）[19]

## 獲得タイトル
ドミニオン・レスリング・ユニオン
- オーストラレージアン・ヘビー級王座：1回[3]

サウスウエスト・スポーツ
- NWA世界タッグ王座（テキサス東部版）：2回（w / ロイ・ヘファーナン、カール・フォン・ブラウナー）[11]

NWAニューメキシコ
- NWAロッキー・マウンテン・タッグ王座：1回（w / ロイ・ヘファーナン）[20]

NWAウエスタン・ステーツ・スポーツ
- NWAインターナショナル・タッグ王座（テキサス西部版）：2回（w / ロイ・ヘファーナン）[21] ※初代王者

キャピトル・レスリング・コーポレーション
- NWA USタッグ王座（ノースイースト版）：3回（w / ロイ・ヘファーナン）[22]

チャンピオンシップ・レスリング・フロム・フロリダ
- NWA世界タッグ王座（フロリダ版）：1回（w / ロイ・ヘファーナン）[23]
- NWA USタッグ王座（フロリダ版）：2回（w / ロイ・ヘファーナン）[24] ※初代王者

ノース・アメリカン・レスリング・アライアンス
- NAWAインターナショナルTVタッグ王座：1回（w / ロイ・ヘファーナン）[25]

ワールドワイド・レスリング・アソシエーツ
- WWA世界タッグ王座：1回（w / ロイ・ヘファーナン）[26]

NWAオールスター・レスリング
- NWAカナディアン・タッグ王座（バンクーバー版）：4回（w / ロイ・ヘファーナン）[27]

アレックス・ターク・プロモーションズ
- カナディアン・タッグ王座 / インターナショナル・タッグ王座（マニトバ版）：2回（w / ロイ・ヘファーナン）[28]

ジョージア・チャンピオンシップ・レスリング
- NWA世界タッグ王座（ジョージア版）：1回（w / ルイ・ティレ）[29]

NWAデトロイト
- NWA世界タッグ王座（デトロイト版）：4回（w / レイ・セント・クレアー、ドン・ケント×2、トニー・チャールズ）[30]

トランス・ワールド・レスリング・アライアンス
- TWWA世界タッグ王座：1回（w / ドン・ケント）[31] ※初代王者

イースタン・スポーツ・アソシエーション
- ESAインターナショナル・タッグ王座：1回（w / ドン・ケント）[32] ※初代王者

ワールド・レスリング・アソシエーション
- WWA世界タッグ王座：2回（w / ドン・ケント）[33]

NWAミッドアメリカ
- NWA南部ジュニアヘビー級王座：1回[34]
- NWA世界タッグ王座（ミッドアメリカ版）：3回（w / ドン・ケント）[35]

ワールド・レスリング・カウンシル
- WWC世界タッグ王座：1回（w / ドン・ケント）[36] ※初代王者

ナショナル・レスリング・アライアンス
- NWA殿堂：2013年（w / ロイ・ヘファーナン）[18]